# Рапти (река)
Ра́пти (хин. राप्ती) — река в Непале и Индии, левый приток Гхагхары (бассейн Ганга).
Длина реки превышает 600 км, площадь бассейна составляет около 30 000 км². Исток Рапти находится в северных отрогах Сиваликских гор и пересекает их в узком ущелье. Нижнее течение реки расположено на Индо-Гангской равнине. Паводки приходятся на летний период. Воды реки используются для орошения. Рапти судоходна ниже города Горакхпур.